# Callipallene emacinata
Callipallene emacinata är en havsspindelart som först beskrevs av Dohrn, A. 1881.  Callipallene emacinata ingår i släktet Callipallene och familjen Callipallenidae. Inga underarter finns listade.